# ローヌ県
ローヌ県（Rhône (フランス語発音: [ʁon]; アルピタン語: Rôno)）は、フランス南東部に位置する、ローヌ川の流れる県である。

## 歴史
1793年に設置されて以降、フランスの主要都市リヨンを県庁所在地としていたため、フランスの県でも4位という多くの人口を抱えた県であったが、2015年1月1日にリヨン都市共同体（グラン・リヨン）がメトロポール・ド・リヨンとして分離したために大幅に人口が減少した。
また、リヨン分離後の正式な県庁所在地は決定されておらず、保留となっている。経済上の理由から、リヨンにローヌ県庁が残っている。

## 地理
メトロポール・ド・リヨンの成立によって、県名の由来となっているローヌ川は県を流れなくなった。セレザン・デュ・ローヌの中を数百メートル流れるにすぎない。
メトロポールの成立は、ローヌ県を2つに分けることにもなった。ローヌ川谷とリヨン東部の平野の外側のローヌ県は、標高の低い山が占めている。県北部はボジョレー山地、そして南西はリヨネ山地である。リヨンを取り囲むコミューンはリヨン都市圏の一部となっている。

## 人口統計
| 1968年    | 1975年    | 1982年    | 1990年    | 1999年    | 2006年    | 2007年    |
| --------- | --------- | --------- | --------- | --------- | --------- | --------- |
| 1 325 571 | 1 429 647 | 1 445 208 | 1 508 966 | 1 578 869 | 1 669 653 | 1 677 079 |

出典:SPLAF et INSEE pour les années 2006 et 2007

## ワイン
北部のボジョレーは、ガメ種のぶどうで作られる、フルーティでライトボディーの赤ワインの産地として有名である。特に、1953年以来作られている、ボジョレー・ヌーヴォーは、今や生産量の4割以上が日本に送られるほど、日本人に親しまれている。
リヨンの南には、ボルドー、ブルゴーニュと並ぶフランスの銘醸地コート・デュ・ローヌのなかでも高級品とされ、シラー種のぶどうを主体として作られるコルナス、コート・ロティ、エルミタージュなどの生産地がある。

## 関連人物
- ジョゼフ・フーリエ(数学者)-1815年に県知事を務めた。